# Pandémie de Covid-19 en Arménie
- 1-9 cas confirmés
- 10-49 cas confirmés
- 50-199 cas confirmés
- 200-499 cas confirmés

La pandémie de Covid-19 en Arménie démarre officiellement le 1er mars 2020. À la date du 5 novembre 2022, le bilan est de 8 709 morts.

## Chronologie
Le premier cas de contamination en Arménie est détecté le 1er mars 2020 ; il s'agit d'un voyageur en provenance d'Iran.
Le 16 mars, le gouvernement arménien décrète l'état d'urgence pour freiner la propagation du virus. Les mesures d'urgence comprennent la fermeture des établissements scolaires, la fermeture des frontières avec la Géorgie et l'Iran, l'interdiction des rassemblements de plus de vingt personnes et le report du référendum constitutionnel prévu le 5 avril.
L'Arménie enregistre son premier décès le 26 mars 2020 : un homme de 72 ans, hospitalisé à l'hôpital clinique des maladies infectieuses de Nork à Erevan.
Le 2 avril, Courrier international indique qu'avec 663 cas déclarés de Covid-19 et quatre morts, l'Arménie est cinq fois plus touchée par la pandémie que la Géorgie, pays voisin.

## Statistiques

Nombre de cas (bleu) et nombre de morts (rouge) en échelle logarithmique.